# Rivolta di Palermo (1647)
La Rivolta di Palermo del 1647 fu una insurrezione popolare scoppiata a Palermo contro gli Asburgo di Spagna che dal 1516 governavano il Regno di Sicilia come risposta all'esasperazione della popolazione all'opprimente fiscalismo spagnolo che congiuntamente ad una carestia di grandi proporzioni aveva creato un forte malcontento.

## Storia
L'isola era malgovernata dal 1644 dal viceré di Sicilia Pedro Fajardo de Zúñiga y Requeséns, V marchese di Los Veles, per conto di re Filippo III di Sicilia (IV di Spagna). Nel 1646 la siccità produsse un raccolto di grano scarsissimo e i depositi si svuotarono.

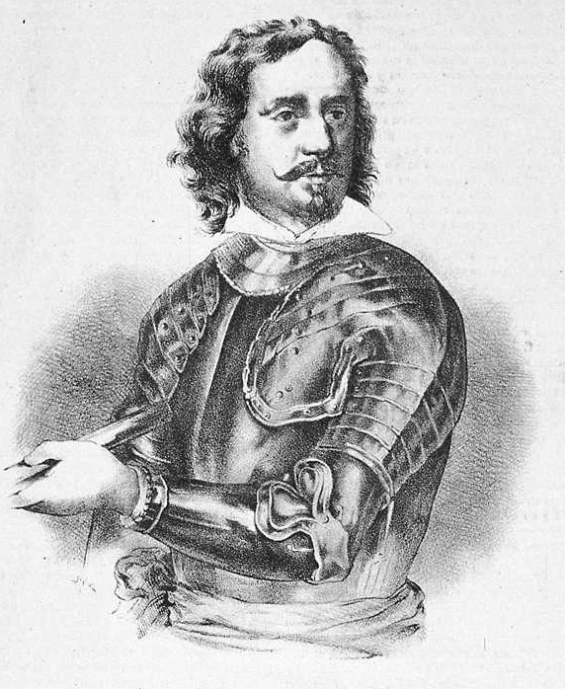
Il vicerè di Sicilia Pedro Fajardo de Zúñiga y Requeséns

Il Senato cittadino tentò di calmierare il prezzo del pane ma questo portò a una migrazione in massa di disperati dalle campagne e dai paesi circostanti verso la capitale.
La rivolta a Palermo prese il via nel maggio 1647, e furono assaltati uffici pubblici e magazzini, si verificarono incendi e saccheggi di abitazioni dei notabili e furono liberati i detenuti dal carcere. Tra questi Nino La Pelosa, un mugnaio che guidò l'insurrezione, e Giuseppe D'Alesi. Furono i capi delle corporazioni, preoccupati per l'eccesso dei disordini, a permetterne l'arresto, e La Pelosa fu giustiziato in piazza Bologni.
D'Alesi riuscì a fuggire e arrivare a Napoli dove assistette alla rivolta del Masaniello.
Fu poi nell'agosto successivo, sempre a Palermo, che D'Alesi ripropose una rivolta antispagnola. Sostenuto stavolta dalle corporazioni, venne eletto dal popolo capitano generale. Tramite sorteggio vennero scelti tre capi, lo stesso D'Alesi, Giuseppe Errante e Gian Battista dell'Aquila, i quali decisero di rapire il 15 agosto lo stesso viceré Pedro Fajardo de Zúñiga y Requeséns, che sarebbe andato in pellegrinaggio al santuario di Gibilrossa, per poter ricattare i reali di Spagna.
Due spie rovinarono i piani dei rivoltosi e due consoli fra i più noti delle maestranze palermitane furono trattenuti dal viceré. 
Giuseppe D'Alesi, a capo di un folto gruppo di cittadini armati, chiese l'immediato rilascio degli uomini arrestati. Il viceré, per evitare una rivolta popolare, decise di accogliere la richiesta, abolendo varie imposte e conferendo alle corporazioni poteri di polizia e annonari. Questo non placò comunque gli animi, e i rivoltosi riuscirono ad impossessarsi di alcuni cannoni con i quali partirono all'assalto del palazzo reale riuscendo a conquistarlo e costringendo il viceré alla fuga via mare. Durante questi moti morì anche il pittore Pietro Novelli, anch'egli tra i rivoltosi.
Preso possesso del palazzo e catturati i soldati rimasti, D'Alesi ordinò di non distruggere nulla e di risparmiare anche le case dei nobili amici del viceré per evitare di inimicarseli. Inoltre si occupò di ristabilire l'ordine, vietando i saccheggi e le uccisioni, e si preoccupò anche di preservare il Banco Pubblico (l'unica banca isolana) che poté riaprire immediatamente. Riuscì a ottenere la temporanea abolizione delle gabelle.
Convocò corporazioni, maestranze e nobili e furono predisposti quarantanove "capitoli", per un regno con un maggiore controllo degli stessi siciliani. I nobili palermitani però, si mostrarono preoccupati per il peggioramento della situazione economica. Grazie a nuovi tumulti popolari per una controversia con gli orefici e i pescatori del quartiere della Kalsa, e con la falsa accusa che volesse cedere la Sicilia agli odiati francesi, D'Alesi fu catturato e decapitato il 22 agosto. I suoi collaboratori vennero uccisi, mentre gli spagnoli tornarono a prendere possesso della città e le concessioni fatte ai rivoltosi furono gradualmente revocate.